# Suella Braverman
Sue-Ellen Cassiana (Suella) Braverman, nata Fernandes (Harrow, 3 aprile 1980), è una politica e avvocata britannica, Membro del Partito Conservatore, ha ricoperto due volte la carica di Segretario degli Interni: dal 6 settembre al 19 ottobre 2022 durante il governo di Liz Truss e, successivamente, dal 25 ottobre 2022 al 13 novembre 2023, con il governo di Rishi Sunak. Prima di ricoprire cariche politiche, tra il 2020 ed il 2022, è stata Avvocato Generale per l'Inghilterra e il Galles. Membro del Parlamento britannico per il collegio di Fareham and Waterlooville dal 2015 (Fareham fino al 2024), ha presieduto il Gruppo europeo di ricerca dal giugno 2017 al gennaio 2018.

## Biografia
Braverman è nata da Christie e Uma Fernandes (nata Mootien-Pillay) entrambi di origini indiane. Prende il nome dal personaggio Sue Ellen Ewing della soap opera televisiva americana Dallas, di cui sua madre era una fan. La madre, nata ad Harrow, un quartiere di Londra, era di una famiglia indù tamil di Mauritius; infermiera a Brent, era stata candidata per i conservatori a Tottenham nelle elezioni generali del 2001 e nelle elezioni suppletive del Brent East del 2003. Il padre, che lavorava per una immobiliare, proveniva da Goa.
Nipote di Mahen Kundasamy, in passato Alto Commissario di Mauritius nel Regno Unito, grazie ad una borsa di studio Suella Braverman ha frequentato la Uxendon Manor Primary School di Brent e la Heathfield School. Successivamente ha studiato alla facoltà di legge presso il Queens' College di Cambridge. Durante gli studi universitari, è stata presidente della Cambridge University Conservative Association.
Braverman ha vissuto in Francia per due anni, come studentessa del programma Erasmus e poi come Entente Cordiale Scholar, un programma di borse di studio offerto dal governo britannico per incoraggiare gli studenti francesi a studiare nel Regno Unito. Il programma è stato istituito nel 1995 in seguito alla firma del Trattato dell'Entente Cordiale tra il Regno Unito e la Francia, che ha stabilito un partenariato speciale tra i due paesi. Il programma è gestito dal British Council e dalle ambasciate britanniche in Francia, e la selezione degli studenti avviene in base al merito accademico e alla conoscenza della lingua inglese. Gli Entente Cordiale Scholars permettono di conseguire un master in diritto europeo e francese presso l'Università Panthéon-Sorbonne.

## Carriera legale
Ha iniziato la pratica legale presso la filiale londinese di un grande studio di Birmingham, specializzato in diritto civile e penale, il "No5 Chambers". Ha lavorato ad un contenzioso per una revisione giudiziaria sul diritto dell'immigrazione e della pianificazione. Nel 2010 è stata nominata membro del "Panel C" presso la Procura Generale Britannica.

## Carriera politica

### Attività parlamentare
Nel 2015 viene eletta, con il 56,1% dei voti alla Camera dei Comuni come deputato della città di Fareham, nello Hampshire. Durante il suo mandato si è particolarmente interessata ai problemi dell'istruzione, degli affari interni e della giustizia; inoltre ha scritto per il Daily Telegraph, per il Bright Blue, per il News, per l'HuffPost, per il Brexit Central ed il ConservativeHome.
Dal 2015 al 2017 è stata membro del Education Select Committee e dell'Education, Skills and the Economy Sub-Committee
Braverman dal settembre 2016 al maggio 2017 ha presieduto un gruppo parlamentare al quale facevano parte tutti i partiti dell'arco costituzionale (APPG) per stimolare l'educazione finanziaria dei giovani. Lavorando con l'organizzazione benefica Young Enterprise ed un giornalista "esperto di risparmio" Martin Lewis, ha guidato l'indagine dell'APPG sull'educazione finanziaria nelle scuole. È stata anche commissario della Social Market Foundation Commission on Inequality in Education, un'iniziativa trasversale che esamina le cause e gli effetti della disuguaglianza nell'istruzione a livello primario e secondario in Inghilterra e Galles.
Nel 2016 è entrata a far parte del programma parlamentare delle forze armate, diplomandosi l'anno successivo. Ha aperto un dibattito nella Westminster Hall alla Camera dei Comuni sui fallimenti del Southern Health NHS Foundation Trust e ha presieduto riunioni con i dirigenti del Trust insieme ad altri parlamentari dell'All-Party Parliamentary Group per l'Hampshire in cui sono stati indagati casi di scarsa qualità dell'assistenza e morte di pazienti.
Braverman è stata membro della giuria di un'inchiesta, guidata dal think tank "British Future", per esaminare come il governo può proteggere i diritti dei cittadini dell'UE nel Regno Unito. Ha fatto una campagna per lasciare l'Unione europea nel referendum sull'adesione all'UE del 2016; una maggioranza (55%) dei voti nel suo collegio elettorale era favorevole all'uscita. È stata presidente dello European Research Group, un gruppo di parlamentari conservatori pro-Leave, fino alla sua promozione alla carica ministeriale; è stata sostituita da Jacob Rees-Mogg. Dopo le elezioni generali del 2017, Braverman è stata nominata Segretario Privato Parlamentare dei Ministri del Tesoro.

### Procuratore generale
Nel rimpasto del 13 febbraio 2020, Braverman è stata nominata Procuratore generale per l'Inghilterra e il Galles e Avvocato generale per l'Irlanda del Nord, subentrando a Geoffrey Cox, dimissionato dal governo. In seguito è stata criticata dai membri del Consiglio dell'Ordine degli Avvocati, per le sue scelte compiute in quel ruolo.
Braverman è stata designata ministro in congedo durante la gravidanza il 2 marzo 2021, poco dopo l'adozione del Ministerial and other Maternity Allowances Act 2021 per consentire questo accordo. Michael Ellis è diventato procuratore generale ad interim fino a quando lei non ha ripreso l'incarico l'11 settembre 2021.

### Candidata alla leadership del partito

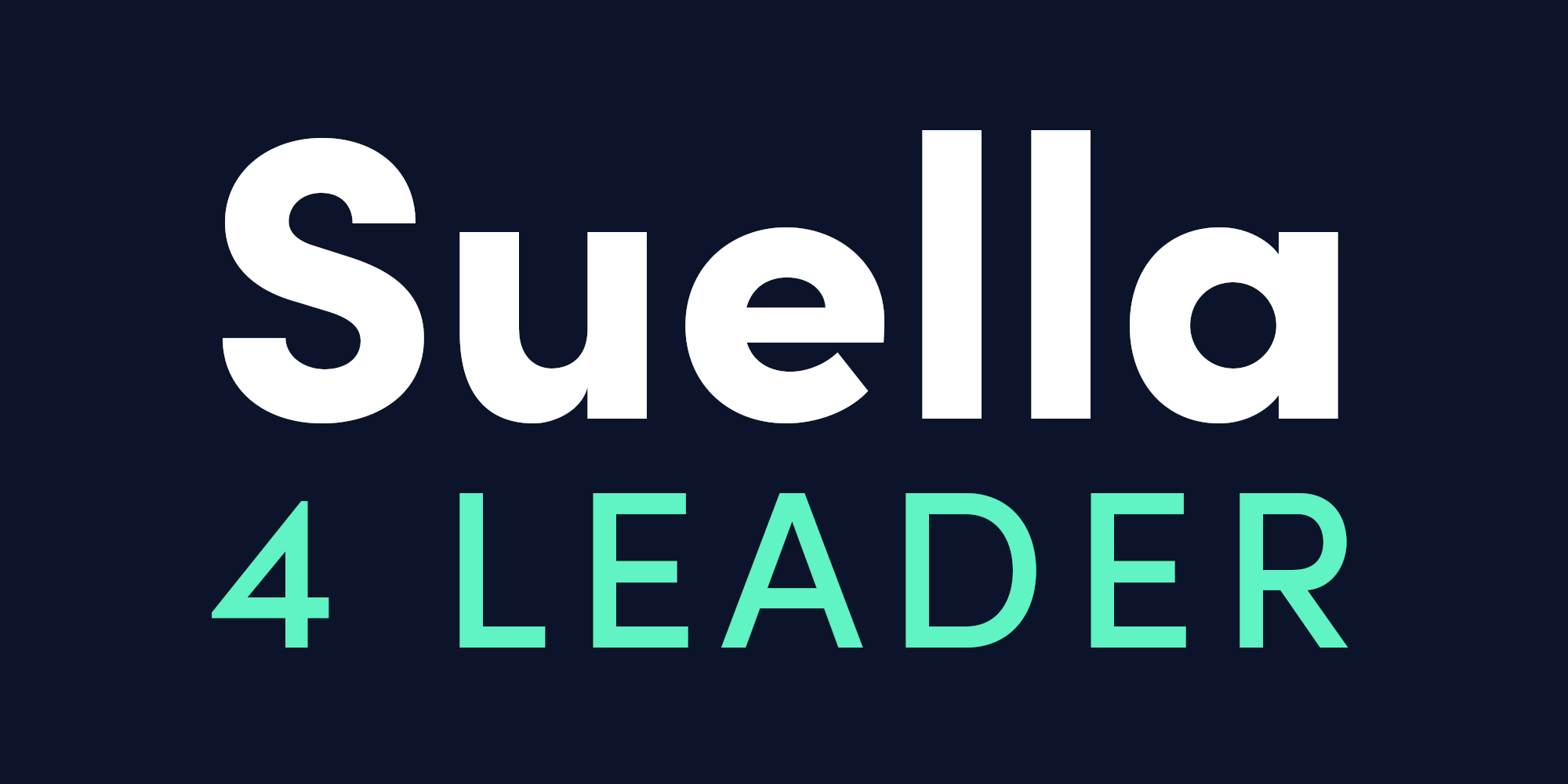
Logo usato dalla Braverman per la corsa alla leadership del partito

Durante la crisi del governo del Regno Unito del 2022, Braverman è rimasta ministro, anche se il 6 luglio 2022 ha chiesto le dimissioni di Boris Johnson. Ha partecipato alle successive elezioni per la leadership del Partito conservatore, ma è stata eliminata al secondo turno di votazioni, ottenendo 27 voti, una riduzione sul suo precedente risultato e il più basso dei candidati rimanenti. È stata poi eletta Liz Truss.
Nel caso in cui fosse riuscita a essere nominata primo ministro, Braverman ha dichiarato che le sue priorità sarebbero state tagliare le tasse, tagliare la spesa pubblica, affrontare le sfide del costo della vita, "risolvere il problema delle barche che attraversano la Manica", offrire "opportunità Brexit", ritirare il Regno Unito dalla Convenzione europea dei diritti dell'uomo e di "sbarazzarsi di tutta questa spazzatura Woke". Ha anche promesso di sospendere l'obiettivo del Regno Unito di zero emissioni nette di carbonio entro il 2050. Nell'agosto 2022, è stato rivelato che la campagna di leadership di Braverman aveva ricevuto una donazione di 10.000 sterline da una società di proprietà dell'importante negazionista del cambiamento climatico Terence Mordente.

### Ministro degli Interni
Braverman è stata nominata ministro degli interni nel nuovo governo Truss il 6 settembre 2022.
Nell'ottobre 2022, Braverman ha detto che le sarebbe piaciuto vedere una prima pagina del Daily Telegraph in cui si parlava di richiedenti asilo rimandati in Ruanda; lo ha anche descritto come il suo "sogno" e "ossessione". Il primo tentativo da parte del Regno Unito per rispedire richiedenti asilo in Ruanda nel giugno 2022 ha portato i richiedenti a essere trattenuti e attaccati ai sedili dell'aereo dopo essersi autolesionati e aver minacciato il suicidio. In proposito, l'Agenzia delle Nazioni Unite per i Rifugiati ha affermato che "l'accordo, che tra l'altro cerca di spostare la responsabilità e manca delle garanzie necessarie, è incompatibile con la lettera e lo spirito della Convenzione del 1951" in merito ai diritti dei rifugiati.
Braverman si è dimessa dalla carica di ministro dell'Interno il 19 ottobre 2022. Ha affermato che ciò era dovuto a un "errore onesto" condividendo un documento ufficiale dal suo indirizzo e-mail personale con un collega in Parlamento, un'azione che ha violato il codice ministeriale. Braverman è stata anche molto critica nei confronti della leadership di Truss nella sua lettera di dimissioni. Poche ore più tardi si è dimesso anche il governo Truss.

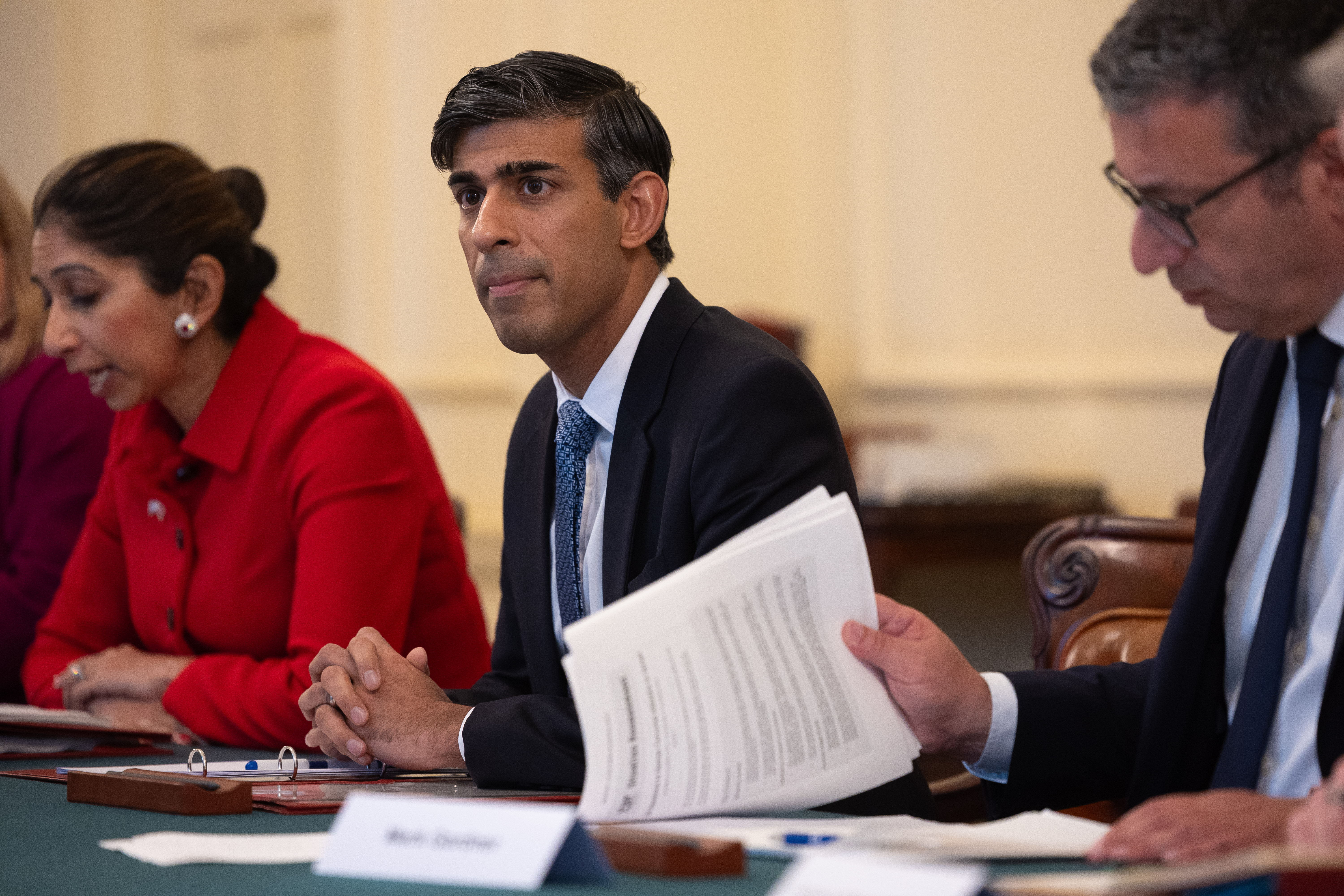
Braverman con il Primo Ministro Rishi Sunak il 12 ottobre 2023

È stata reintegrata come ministro dell'Interno sei giorni dopo dal successore di Liz Truss come Primo Ministro, Rishi Sunak, che l'ha poi sollevata dall'incarico il 13 novembre 2023. Braverman è stata sostituita da James Cleverly, fino a quel momento ministro degli Esteri. Secondo The Guardian, il fattore scatenante del suo licenziamento è stato un articolo scritto da lei e pubblicato su The Times l'8 novembre 2023, in cui dichiarava che c'era "la percezione che gli alti ufficiali di polizia giochino ai favoriti quando si occupa dei manifestanti" e che erano più duri con gli estremisti di destra che con le "folle" filo-palestinesi. Il Guardian ha riferito che l'ufficio del Primo Ministro aveva chiesto di apportare modifiche all'articolo, ma non tutte erano state effettuate prima di pubblicarlo. Il partito laburista e alcuni agenti di polizia hanno affermato che gli scritti di Braverman avevano portato i sostenitori dell'estrema destra ad attaccare la polizia l'11 novembre 2023.

## Vita privata
Ha sposato Rael Braverman nel febbraio 2018 alla Camera dei comuni. Il loro primo figlio è nato nel 2019 e il secondo nel 2021.
Braverman è membro della Triratna Buddhist Community (ex Friends of the Western Buddhist Order) e frequenta mensilmente il London Buddhist Centre. Ha prestato giuramento sul Dhammapada.

## Onorificenze
- Ha prestato giuramento come membro del Consiglio privato più onorevole di Sua Maestà il 19 febbraio 2020 a Buckingham Palace.[39] Questo le diede il prefisso onorifico "The Right Honorable" a vita.
- È stata nominata Queen's Counsel (QC) il 24 febbraio 2020.[40]